# Distretto di Gurvanbulag
Il distretto di Gurvanbulag è uno dei venti distretti (sum) in cui è suddivisa la provincia di Bajanhongor, in Mongolia. Conta una popolazione di 2.594 abitanti (censimento 2006). 